# Micaelamys
Micaelamys là một chi động vật có vú trong họ Muridae, bộ Gặm nhấm. Chi này được Ellerman miêu tả năm 1941. Loài điển hình của chi này là Mus granti Wroughton, 1908.

## Các loài
Chi này gồm các loài: